# Бујукчекмеџе
Бујукчекмеџе (тур. Büyükçekmece) је један од тридесет и девет дистрикта у оквиру турског града Истанбула који се налази на обали Мраморног мора. 

## Становништво
Према попису из 2022. у дистрикту је живело 277.181 становник.
| 1990.  | 2000.  | 2009.   | 2022.   |
| ------ | ------ | ------- | ------- |
| 54.475 | 97.615 | 181.614 | 277.181 |

## Знаменитости
- џамија Мехмед-паше Соколовића из 1567. године
- мост Кануни Султан Сулејмана кога је изградио мимар Синан
- Музеј народних ношњи из света и Турске